# Comuna Săndulești, Cluj
Săndulești (până în 1974 Sândulești; numită colocvial și în prezent Sând, sau în maghiară Szind, de către locuitorii ei) este o comună în județul Cluj, Transilvania, România, formată din satele Copăceni și Săndulești (reședința). Locuitorii din Săndulești își spun „sândeni” iar locuitorii din Copăceni își spun „copândeni”.
Pe Harta Iosefină a Transilvaniei din 1769-1773 (Sectio 109) apare sub numele de Szind.

## Date geografice
Altitudinea: 454 m.

### Hidrografia
1. Ape curgătoare

Teritoriul satului este străbătut de Valea Săndulești și Valea Pordei. Valea Sândulești se formează prin unirea Văii Sândului Mic (pârâul Zisok) cu Valea Sândului Mare (pârâul Chereborz-Kerekborza).
2. Ape stătătoare

La sud de sat s-au găsit odinioară două lacuri naturale cu apă dulce (Tăul Mare și Tăul Mic), propice pescuitului sportiv. Lacurile apar pe straturi de gipsuri levigate, în care s-au format doline umplute cu apă. În prezent mai există doar Tăul Mare. În jurul anului 1950 Tăul Mic mai era încă lac, dar cu începere din anii 60 ai secolului al XX-lea a început un proces de colmatare a lui. Între timp, lacul a dispărut.

Coordonate lacuri:

Tăul Mare: 46.573268 23.730370 (46°34'23.8"N 23°43'49.3"E)

Tăul Mic: 46.572571 23.735831 (46°34'21.3"N 23°44'09.0"E)
3. Izvoare

- În vestul carierei de calcar, pe drumul care duce spre satul Petreștii de Jos, se află Izvorul lui Alexandru Macedon, nume bazat pe o legendă populară locală (coordonate: 46°36'04"N 23°41'22"E). In literatura maghiară este cunoscut sub numele de „Izvorul Sf.Laszlo” (Ladislau). 

- În vecinătatea satului se găsește Izvorul Romanilor (coordonate: 46°35'28"N 23°42'41"E), de unde romanii au captat apa potabilă și au transportat-o prin apeducte până la castrul Potaissa, pe o distanță de câțiva km.

- În trecut, localnicii aduceau apă de băut de la Izvorul Buna (coordonate: 46°35'08"N 23°42'43"E), situat în partea de nord-vest a satului, apa din fântânile satului nefiind de bună calitate.

- Fântâna “Soponița” se afla la intrarea Văii Săndulești în sat (coordonate: 46°34'50"N 23°42'53"E). Apa fântânii a fost folosită în trecut de către localnici pentru spălatul rufelor, având proprietăți bazice, asemănătoare cu cele ale săpunului (de aici îi vine numele). În anul 2015 fântâna a dispărut, în urma amenajării drumului învecinat. 

- Izvorul “La Fântânele”, la vest de sat, obârșia Văii Vapa (Pârâul Văpii), afluent de stânga al Văii Hășdate, în care se varsă nu departe de cabana din Cheile Turzii. În zona izvorului există 3 fântâni.

- In apropierea satului se găsește fântâna „La Izvoare“ (coordonate: 46°35’49” N 23°41’03” E), cu un debit relativ mare de apă, provenită din masivul de calcar. Pentru adăpatul animalelor a fost amenjat un vălău betonat lung.

## Demografie
Componența etnică a comunei Săndulești
     Români (85,91%)
     Maghiari (2,78%)
     Romi (1,44%)
     Alte etnii (9,88%)
Componența confesională a comunei Săndulești
     Ortodocși (71,55%)
     Greco-catolici (7,61%)
     Penticostali (6,02%)
     Reformați (1,08%)
     Alte religii (3,34%)
     Necunoscută (10,39%)
Conform recensământului efectuat în 2021, populația comunei Săndulești se ridică la 1.944 de locuitori, în creștere față de recensământul anterior din 2011, când fuseseră înregistrați 1.798 de locuitori. Majoritatea locuitorilor sunt români (85,91%), cu minorități de maghiari (2,78%) și romi (1,44%). Din punct de vedere confesional, majoritatea locuitorilor sunt ortodocși (71,55%), cu minorități de greco-catolici (7,61%), penticostali (6,02%) și reformați (1,08%), iar pentru 10,39% nu se cunoaște apartenența confesională.

## Politică și administrație
Comuna Săndulești este administrată de un primar și un consiliu local compus din 11 consilieri. Primarul, Călin-Stelian Fărgaciu[*], de la Partidul Național Liberal, este în funcție din 2016. Începând cu alegerile locale din 2024, consiliul local are următoarea componență pe partide politice:
|  | Partid                          | Consilieri | Componența Consiliului | Componența Consiliului | Componența Consiliului | Componența Consiliului | Componența Consiliului | Componența Consiliului | Componența Consiliului |
|  | ------------------------------- | ---------- | ---------------------- | ---------------------- | ---------------------- | ---------------------- | ---------------------- | ---------------------- | ---------------------- |
|  | Partidul Național Liberal       | 7          |                        |                        |                        |                        |                        |                        |                        |
|  | Alianța Dreapta Unită           | 1          |                        |                        |                        |                        |                        |                        |                        |
|  | Partidul Social Democrat        | 1          |                        |                        |                        |                        |                        |                        |                        |
|  | Alianța pentru Unirea Românilor | 1          |                        |                        |                        |                        |                        |                        |                        |
|  | M10 (partid politic)            | 1          |                        |                        |                        |                        |                        |                        |                        |

### Evoluția istorică
De-a lungul timpului populația comunei a evoluat astfel:
Săndulești, Cluj - evoluția demografică

|  | Graficele sunt indisponibile din cauza unor probleme tehnice. Mai multe informații se găsesc la Phabricator și la wiki-ul MediaWiki. |

Date: Recensăminte sau birourile de statistică - grafică realizată de Wikipedia

## Istoric
În apropierea satului Săndulești, în zona carierei de calcar, arheologii care au cercetat traseul autostrăzii Transilvania au găsit o mare așezare preistorică. În zonă existau cel putin 100 de locuințe de acum 4.000 de ani, plus cimitire și locuri de cult. Locuințele din epoca bronzului erau folosite de o populație a cărei origine nu a fost deocamdată stabilită, deși în zonă a fost găsit un mare număr de vase ceramice, unelte și podoabe.
În punctul „Piatra Tăiată“ (în maghiară Vágottkő) (monument istoric situat în apropiere de "Izvorul Romanilor"; coordonatele izvorului: 46°35'28"N 23°42'41"E) se afla în perioada romană principala carieră a orașului și a castrului roman Potaissa. În secolul al XIX-lea, când urmele exploatărilor romane mai erau vizibile, s-au făcut observații detaliate privind tehnicile de desprindere a blocurilor de calcar și de avansare în masiv. Din carieră a fost transportată la biserica din satul învecinat Cheia o coloană înaltă de 1,5 m și cu diametrul de 0,34 m. În carieră și în împrejurimile sale s-au descoperit țigle, chei, opaițe, fragmente ceramice și mai multe monede (o tetradrahmă, un denar din timpul împăratului roman Domițian, un denar din vremea lui Macrinus și alte două monede). Descoperirile indică existența unei așezări și în preajma carierei romane de calcar.
În Evul Mediu timpuriu în apropiere au mai existat 2 mici sate (Párdé la sud, în zona izvorului văii Pordeiului, și Kovácsteluk la nord, în zona fostei cariere de gips Buna) ambele dispărute după năvălirea tătarilor din anul 1241.
În secolele XIX-XX calcarul de la Săndulești a servit ca materie primă pentru producția de ciment la Turda. Pentru transportul calcarului la Turda, cu câțiva ani înaintea primului război mondial, s-a construit o linie ferată îngustă lungă de 10 km (abandonată în anul 1999, dar de mare valoare istorică).
Pentru inspectarea liniei de cale ferată și transportul (ocazional) de persoane s-au folosit mai demult (până prin anii 40 ai secolului al XX-lea) așa-numitele drezine (în aval, în direcția Turda, fără tracțiune; înapoi, tractate de locomotive).

### Monumente istorice
Următoarele obiective au fost înscrise pe Lista monumentelor istorice din județul Cluj, elaborată de Ministerul Culturii din România în anul 2015:
- Biserica greco-catolică (nr. casă: 164, cod lmi CJ-II-m-B-07751)
- Biserica unitariană (nr. casă: 202, cod lmi CJ-II-a-B-07752)
- Sit arheologic, punct 1 (cod lmi CJ-I-s-A-07015).
- Sit arheologic, punct Ciurgău (cod lmi CJ-I-s-B-07016).
- Tumuli[d], punct Dăbăgău (cod lmi CJ-I-s-B-07017).
- Sit arheologic, punct Copăceni-vest (incl. apeductul roman) (cod lmi CJ-I-s-A-07018).
- Sit arheologic, punct “Piatra Tăiată” (cod lmi CJ-I-s-A-07164).
- Sit arheologic, punct “Pietrele rotate” (cod lmi CJ-I-s-A-07165).
- Sit arheologic (cod lmi CJ-I-s-A-07166).

### Monumentul Eroilor Români
Amplasat între 1937-2011 în părculețul din centrul satului, a purtat inițial numele celor 21 militari români din sat căzuți în primul război mondial (1917-1918). După vandalizarea monumentului în anul 2011, a fost mutat în anul 2013 în curtea Bisericii Greco-Catolice, prilej cu care monumentul a fost completat cu numele celor 13 militari români morți pe front între anii 1941-1945.
In părculețul din centrul satului, în locul monumentului, a fost amplasată în 2011 o cruce care poartă pe soclu numele celor 34 eroi români ai satului din cele 2 războaie mondiale.

## Evoluția toponimică[13]
Prima atestare toponimică este din anul 1276 („Zynd”). In cursul vremii a purtat și alte denumiri (vezi linkul de mai sus). In prezent se numește Săndulești.

## Economia

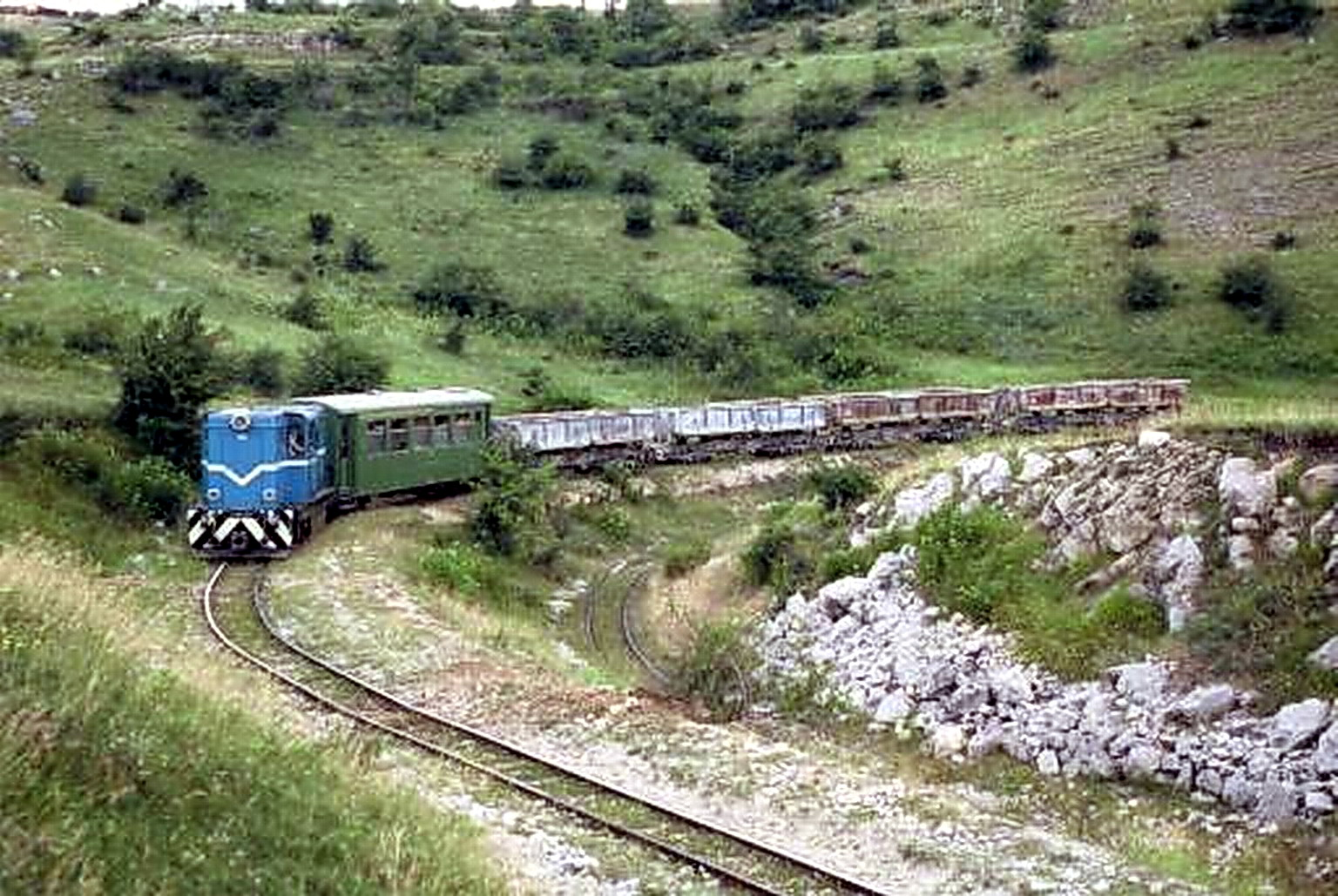
Tren pe linia ferată îngustă industrială Săndulești-Turda (dezafectată)

In cursul istoriei de pe teritoriul comunei Săndulești s-a exploatat calcar, gips, alabastru, caolin, bentonit, nisip și celestină.

### Linia ferată îngustă industrială
In anul 1905 s-a dat în funcțiune o linie ferată îngustă industrială de 760 mm pe o lungime de 10 km care transporta calcarul exploatat la Săndulești la Fabrica de Ciment din Turda. Diferența de nivel între carieră (+565 m) și curtea Fabricii de Ciment (+325 m) era de 240 m, o pantă accentuată. La începutul anilor 60 din secolul al XX-lea, linia s-a dublat. Pentru inspectarea liniei, până prin anii 40 ai secolului al XX-lea, s-au folosit drezine. In jos, spre Turda, drezinele coborau fără tracțiune, înapoi, trebuiau tractate de locomotive. Linia a fost desființată în 1999, șinele metalice fiind reutilizate ca fier vechi. In teren se mai văd în prezent urmele traseului acestei linii ferate istorice.

## Lăcașuri de cult
- Biserica "Sfinții Arhangheli Mihail și Gavril" din Săndulești (greco-catolică).[e]
- Biserica Unitariană din Săndulești.
- Biserica Ortodoxă.
- Biserica Penticostală "Stânca vieții" (construită în 2011, în curtea fostului conac al contelui Bors Mihály).

Primele două biserici sunt înscrise pe lista monumentelor istorice din județul Cluj (2015).

## Obiective turistice
- Cheile Turzii
- Cheile Turului (rezervația naturală aparține administrativ comunei Săndulești).
- "Izvorul Romanilor" (situat între Săndulești și Copăceni, coordonate: 46°35'28"N 23°42'41"E), de unde era captată apa potabilă transportată prin două apeducte spre "Castrul roman Potaissa" și spre așezarea romană civilă învecinată. Izvorul se găsește lângă drumul județean DJ 107L Turda-Petreștii de Jos, nu departe de carierele de calcar Săndulești. În apropiere se găsește fosta carieră romană de piatră de la punctul "Piatra Tăiată" (în maghiară Vágottkő) (monument istoric).
- "Izvorul lui Alexandru Macedon", situat între satele Petreștii de Jos, Tureni, Săndulești și Copăceni, la cca 500 m nord-vest de carierele de calcar Săndulești, lângă drumul județean DJ107L (coordonate: 46°36'04"N 23°41'22"E).
- Conacul familiei contelui Borș (coordonate: 46°34'54"N, 23°43'03"E)[f].
- Calea ferată îngustă Săndulești - Turda (760 mm). Transportul calcarului de la Săndulești la Turda pe calea ferată îngustă s-a sistat în anul 1989. În prezent, în teren se poate observa traseul sinuos al terasamentului (fără șine), în lungime de peste 10 km.

## Personalități
- Bors Mihály (1886-1937), conte, filantrop, fost președinte la Societatea Carpatină Ardeleană (EKE), sprijinitor al Bisericii Unitariene. A inițiat în 1904 deschiderea și exploatarea carierei de calcar din localitate, furnizoare de materie primă Fabricii de Ciment din Turda. A donat terenul necesar construirii noii cabane de la Cheile Turzii în anul 1934.

## Galerie de imagini

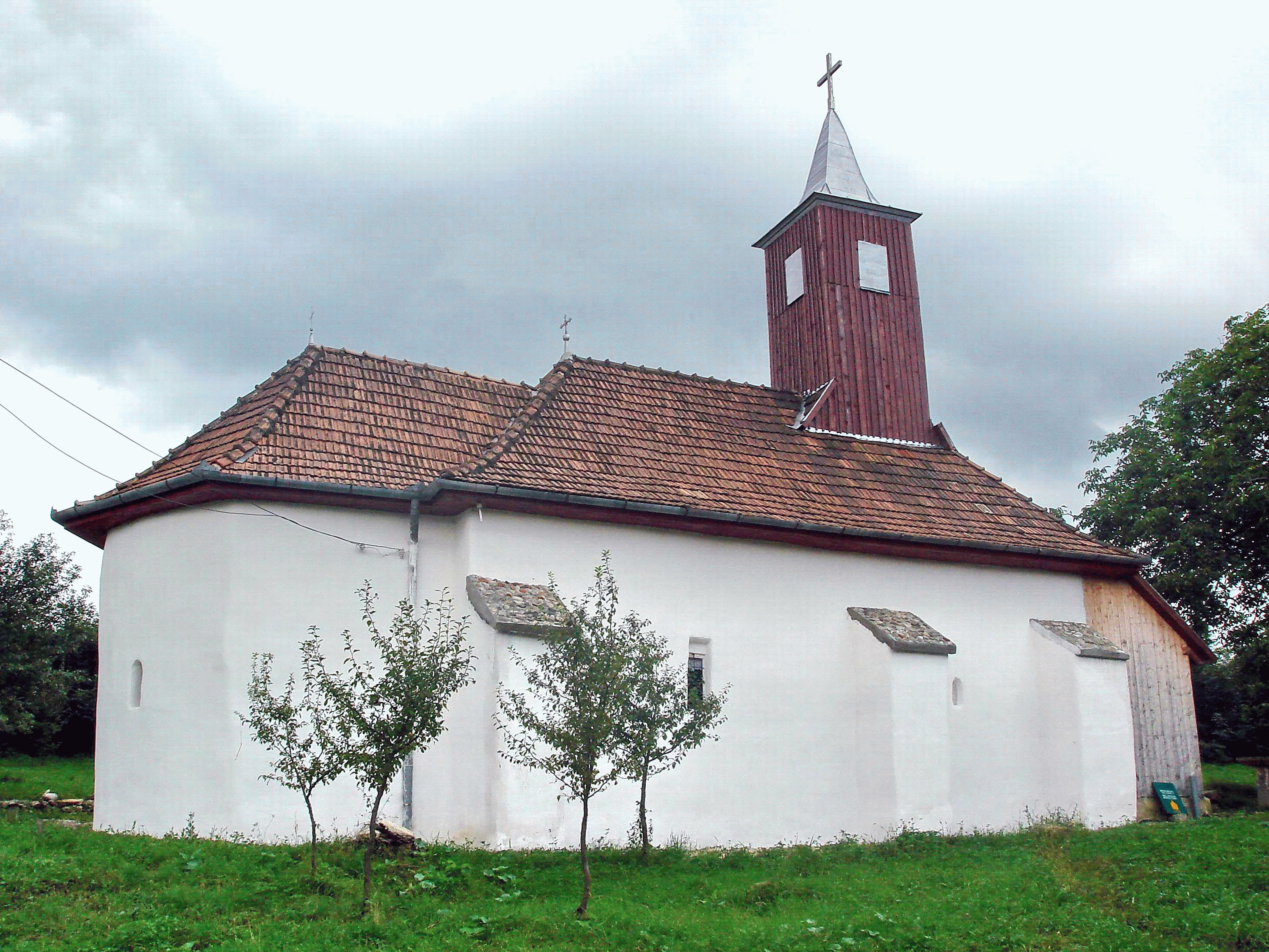
Biserica Greco-Catolică
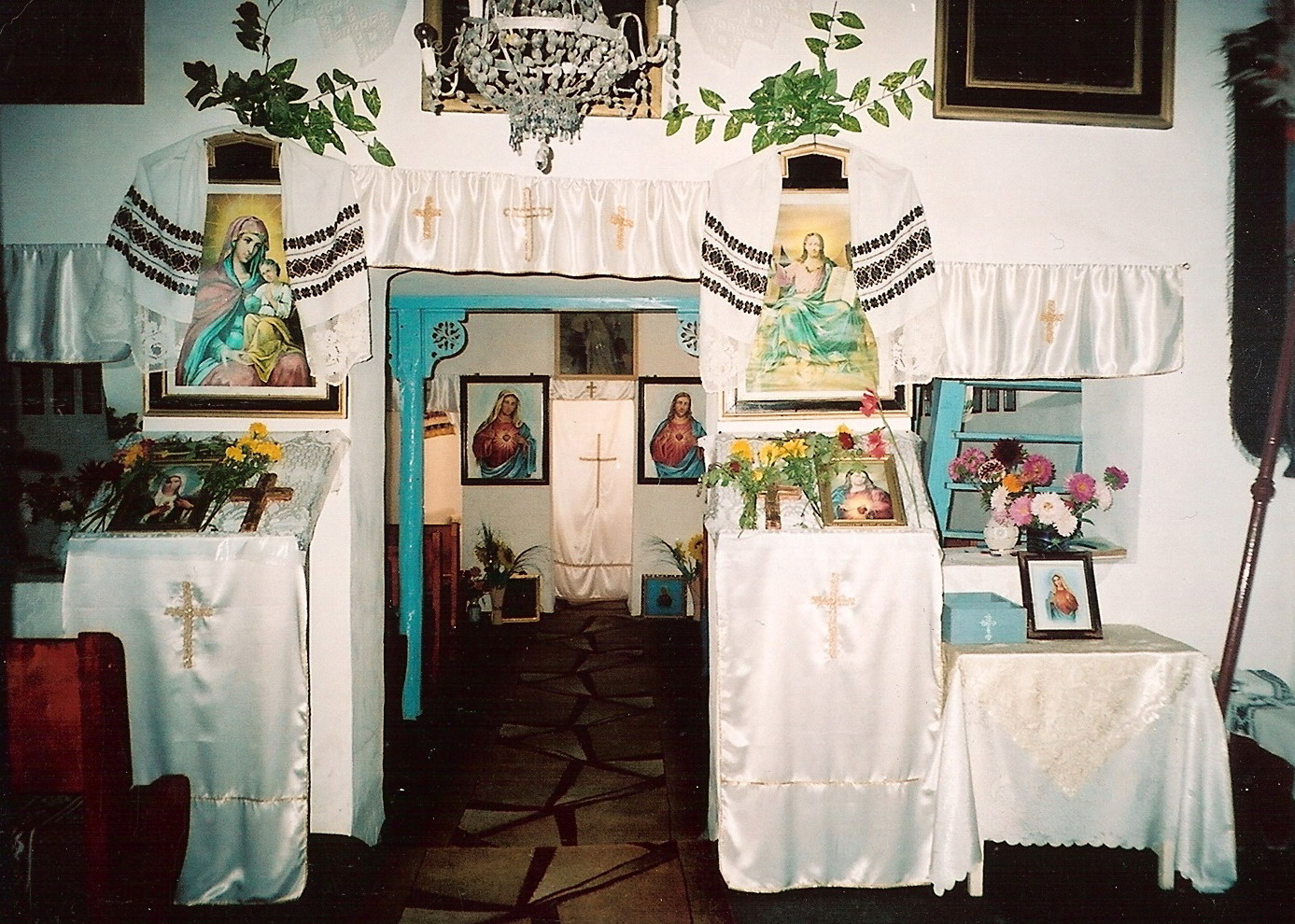
Biserica Greco-Catolică (imagine din interior)
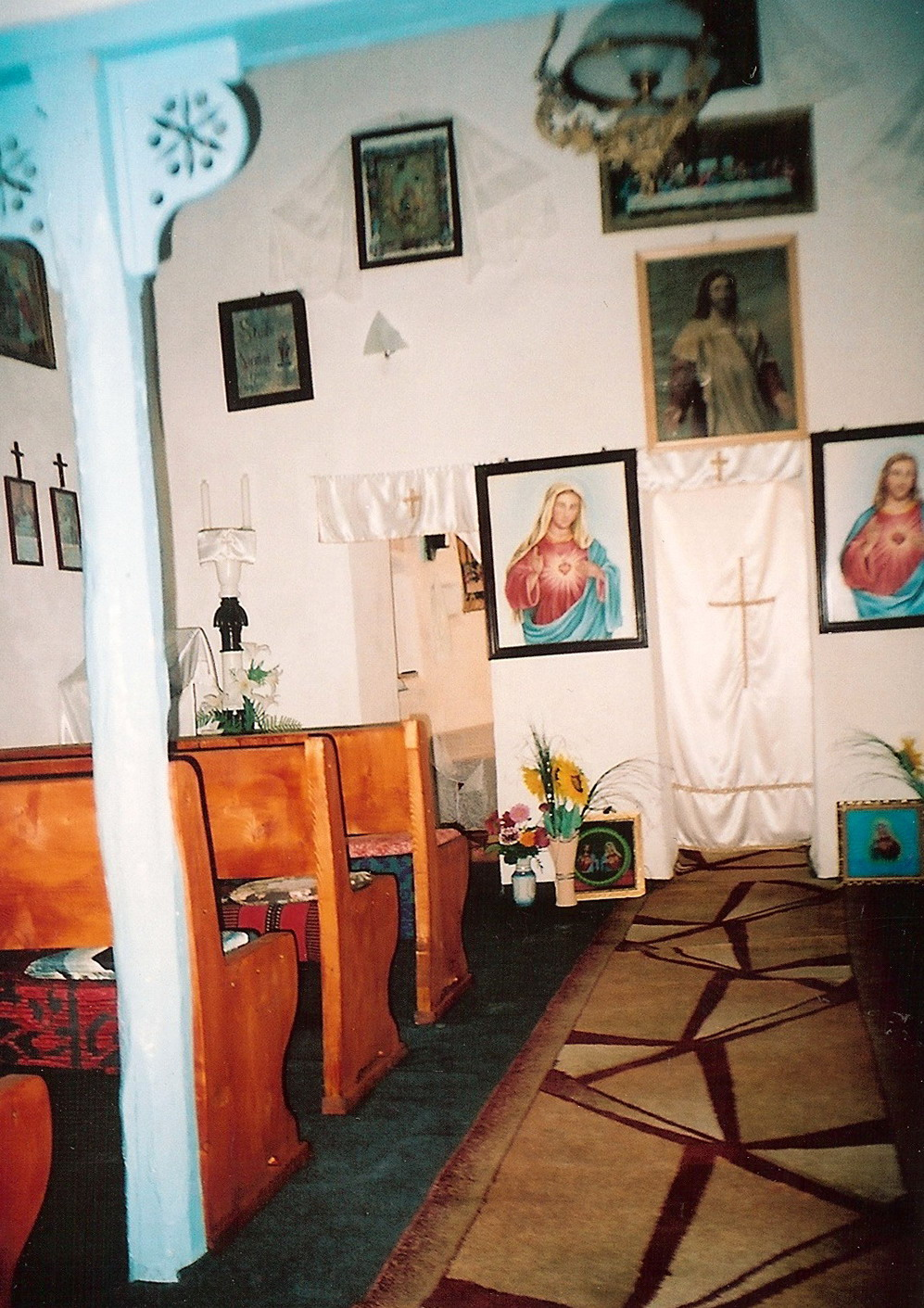
Biserica Greco-Catolică (imagine din interior)
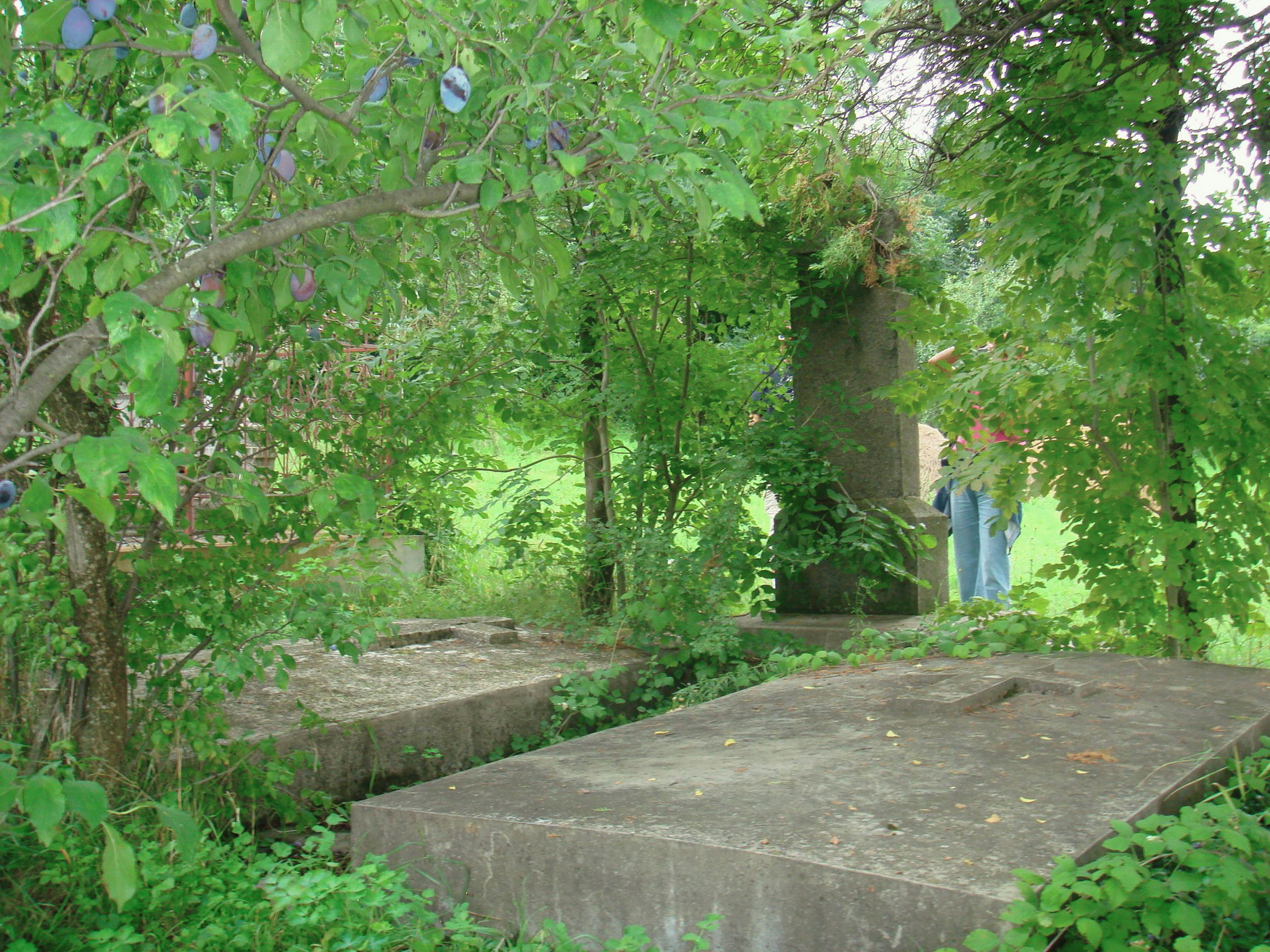
Morminte vechi din curtea Bisericii Greco-Catolice
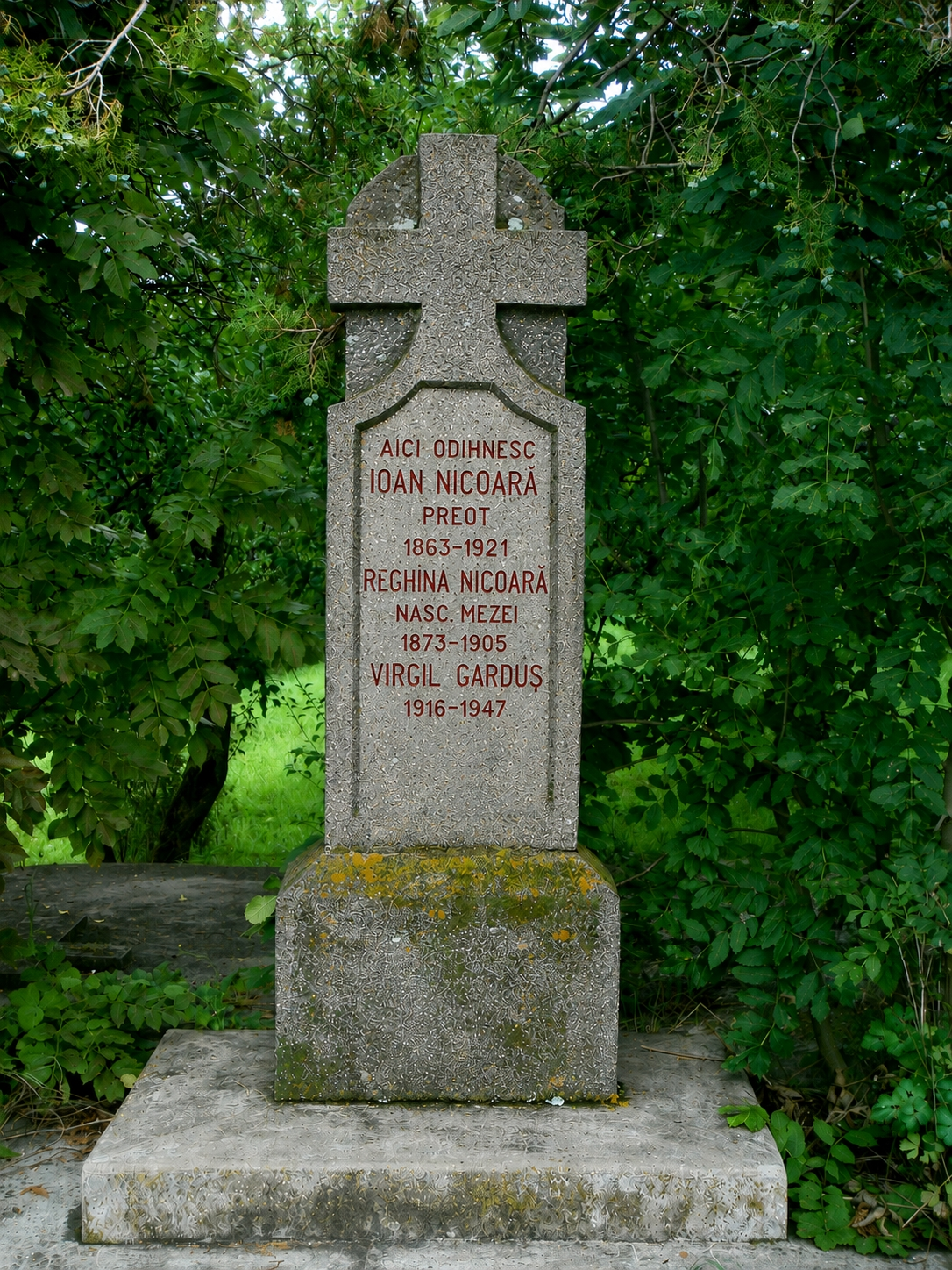
Crucea unui mormânt vechi din curtea Bisericii Greco-Catolice
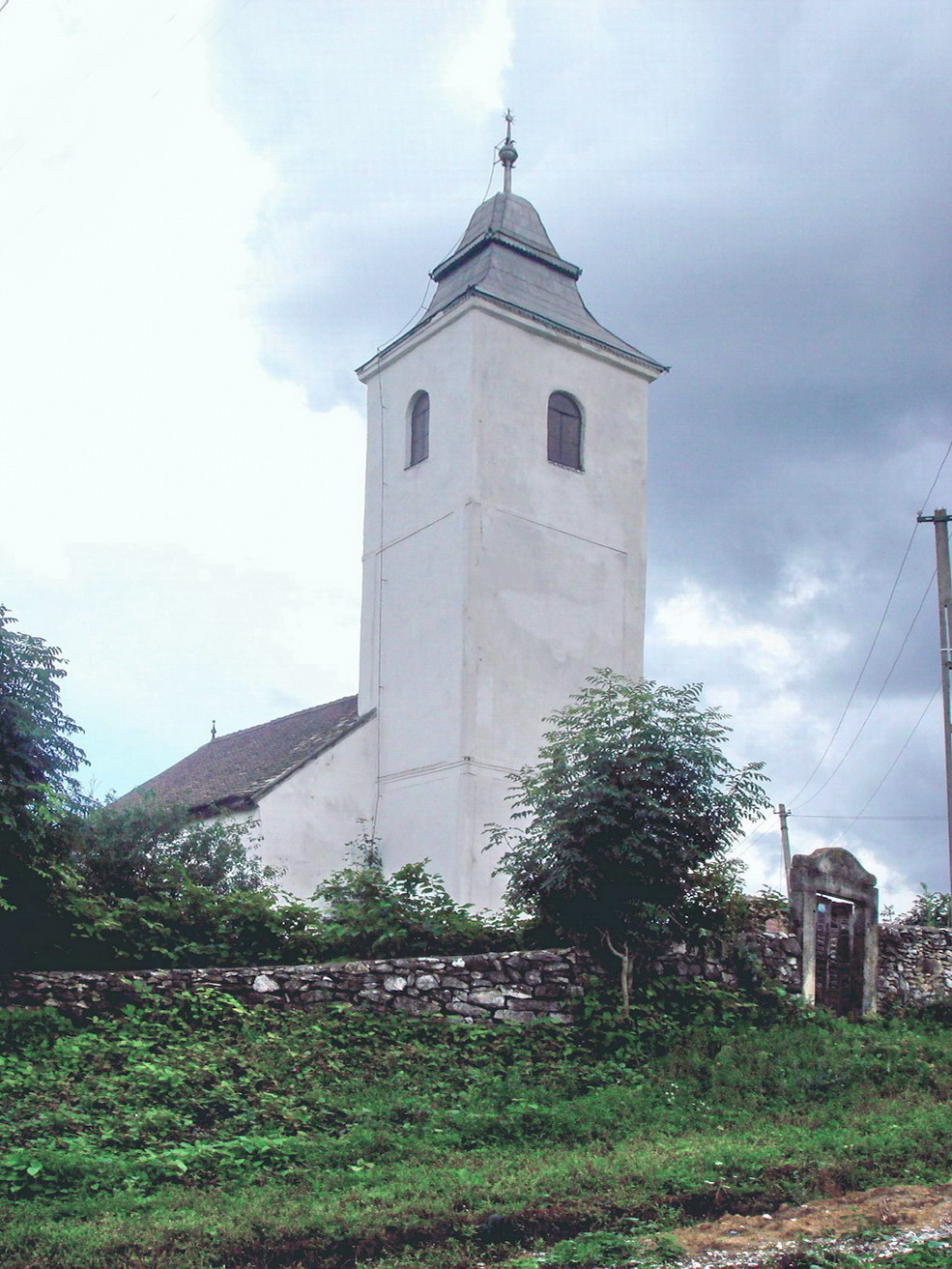
Biserica Unitariană
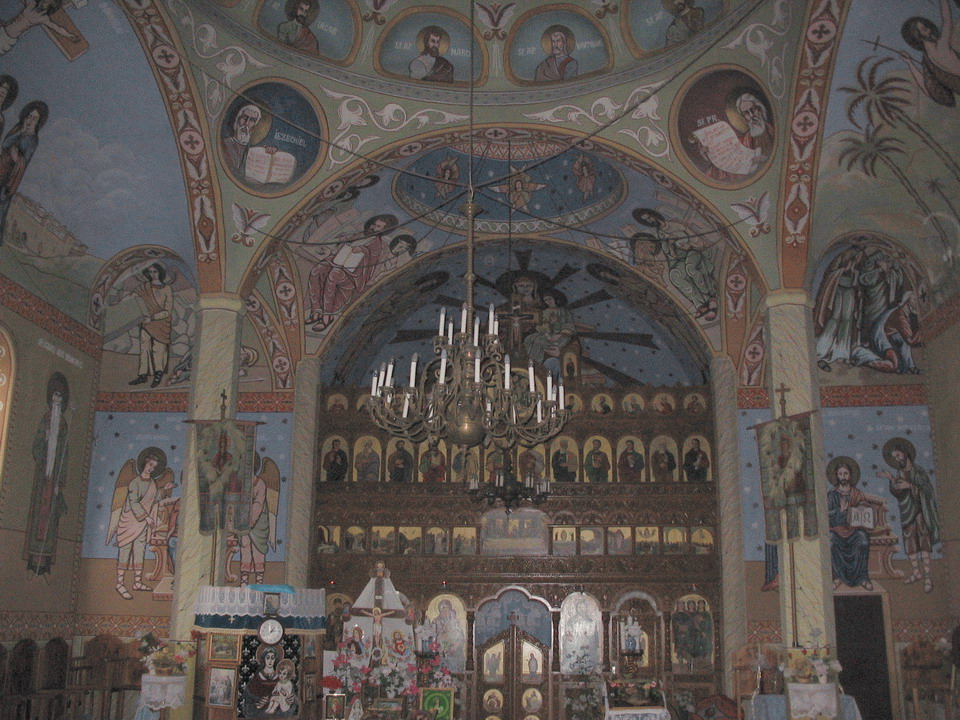
Biserica Ortodoxă (imagine din interior)
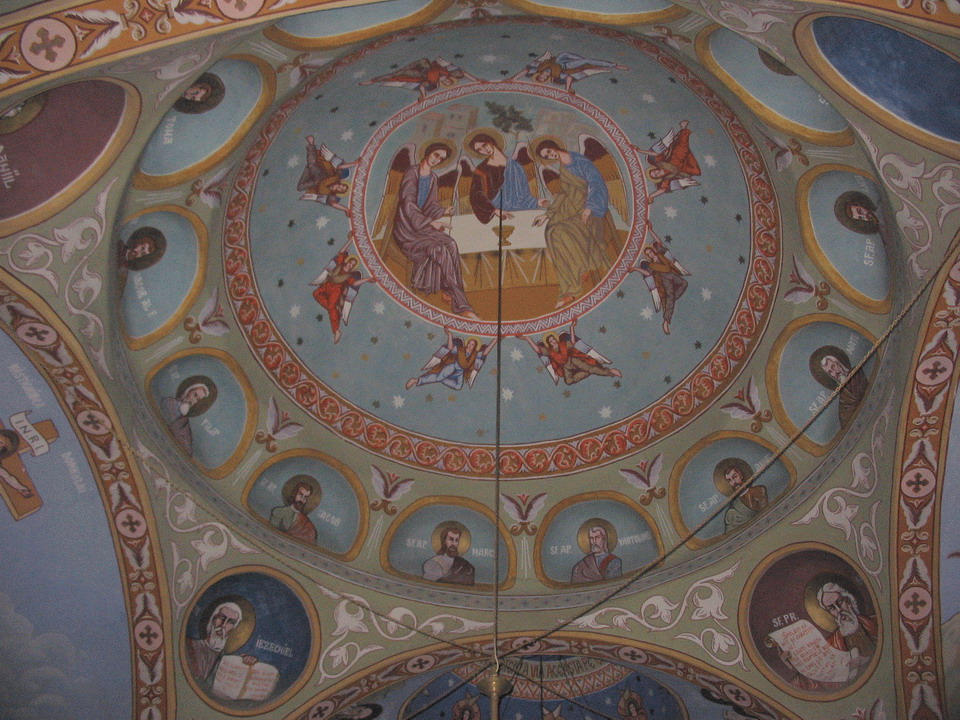
Biserica Ortodoxă (imagine din interior)
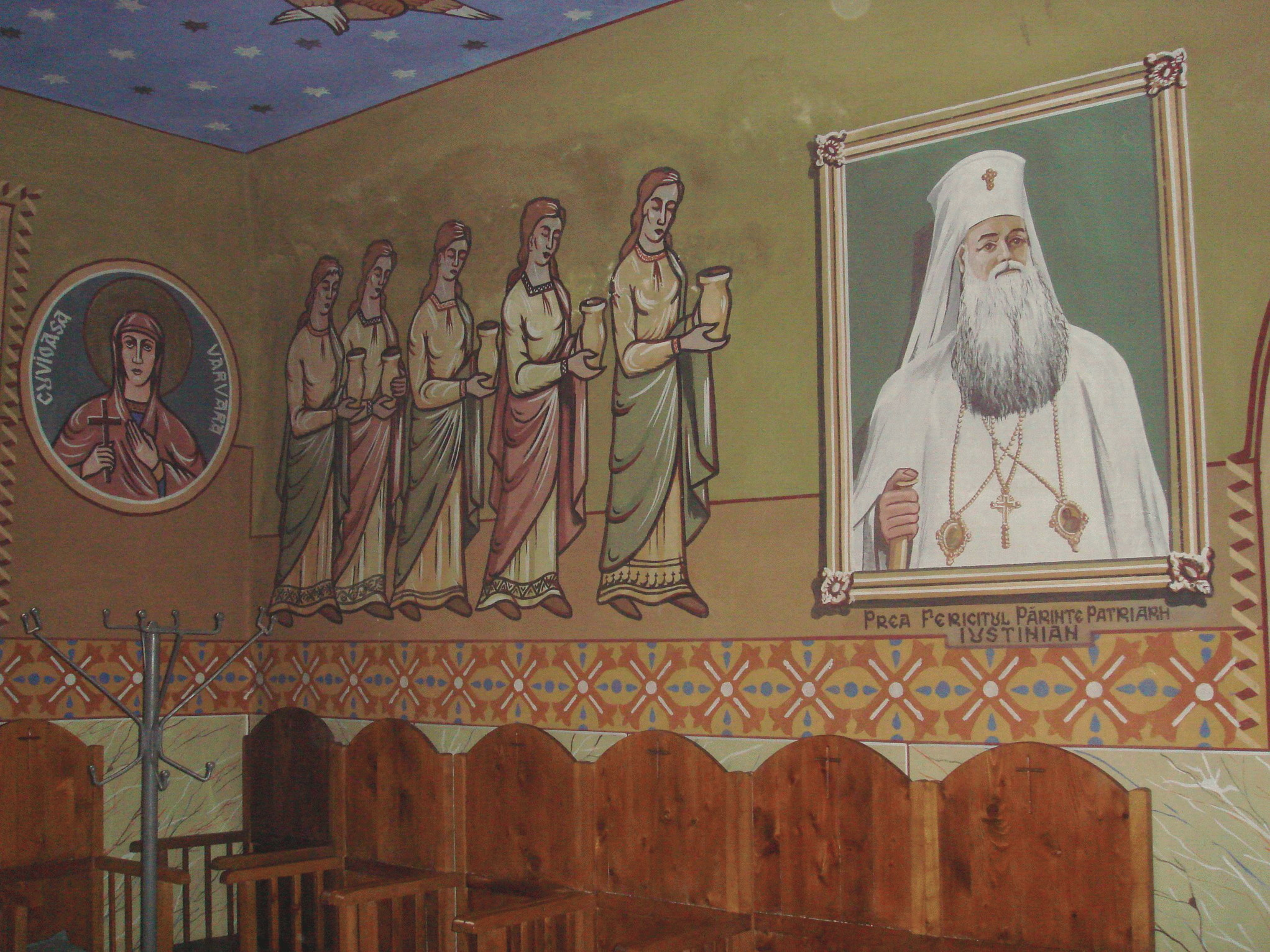
Biserica Ortodoxă (imagine din interior)
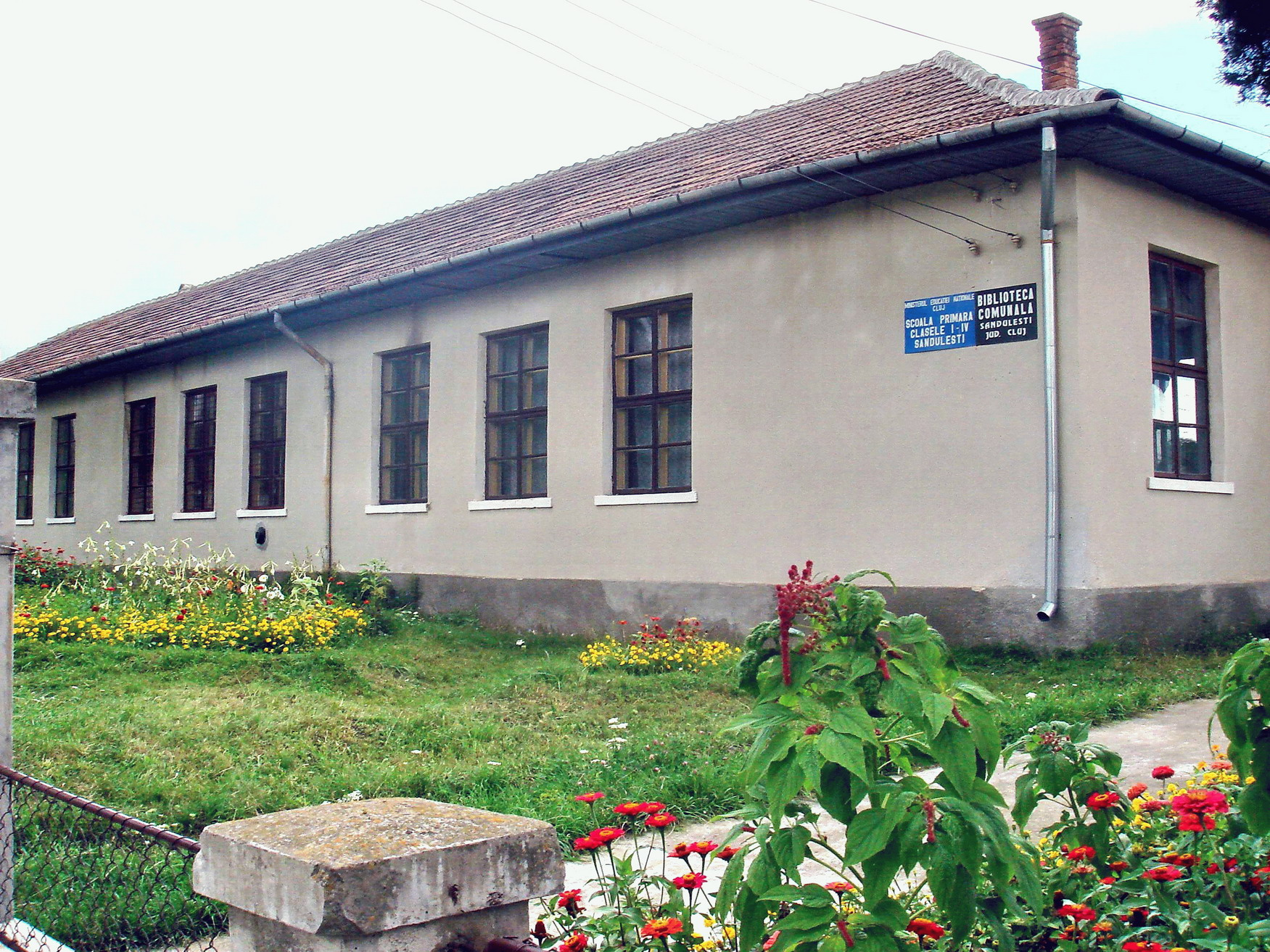
Şcoala primară şi Biblioteca Comunală
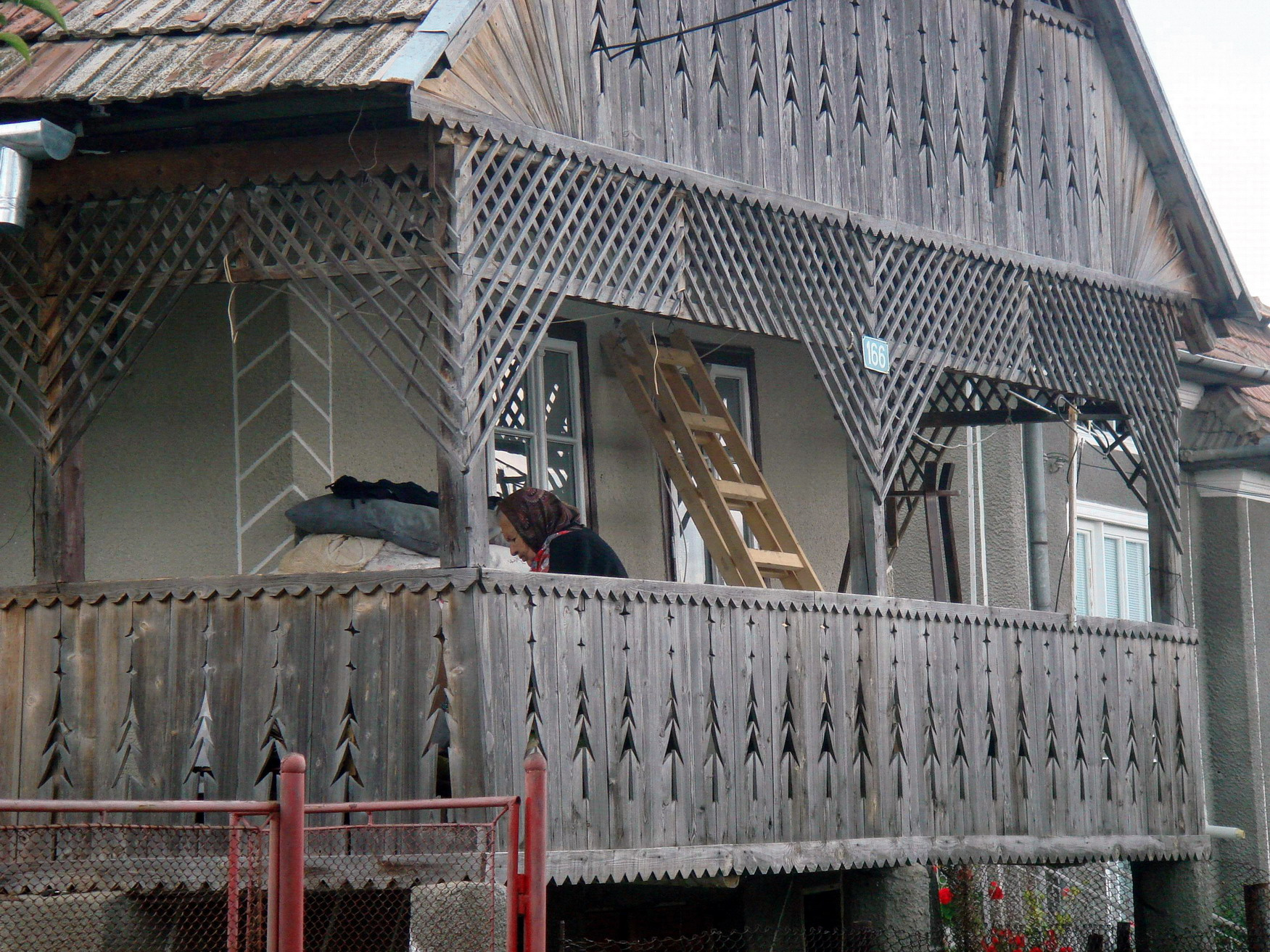
Casă ţărănească veche cu pridvor de lemn
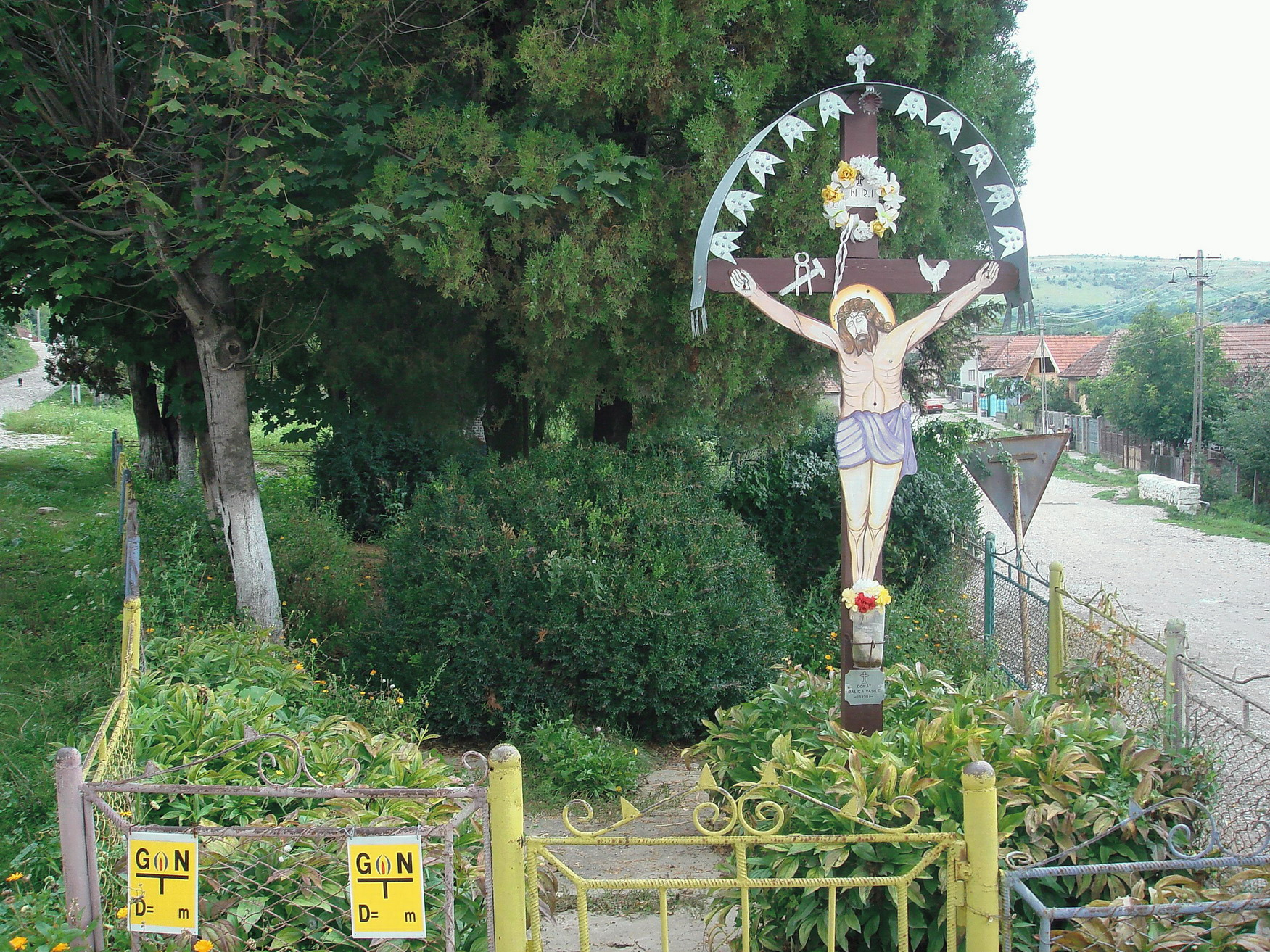
Fostul părculeţ din centrul satului cu "Monumentul Eroilor"
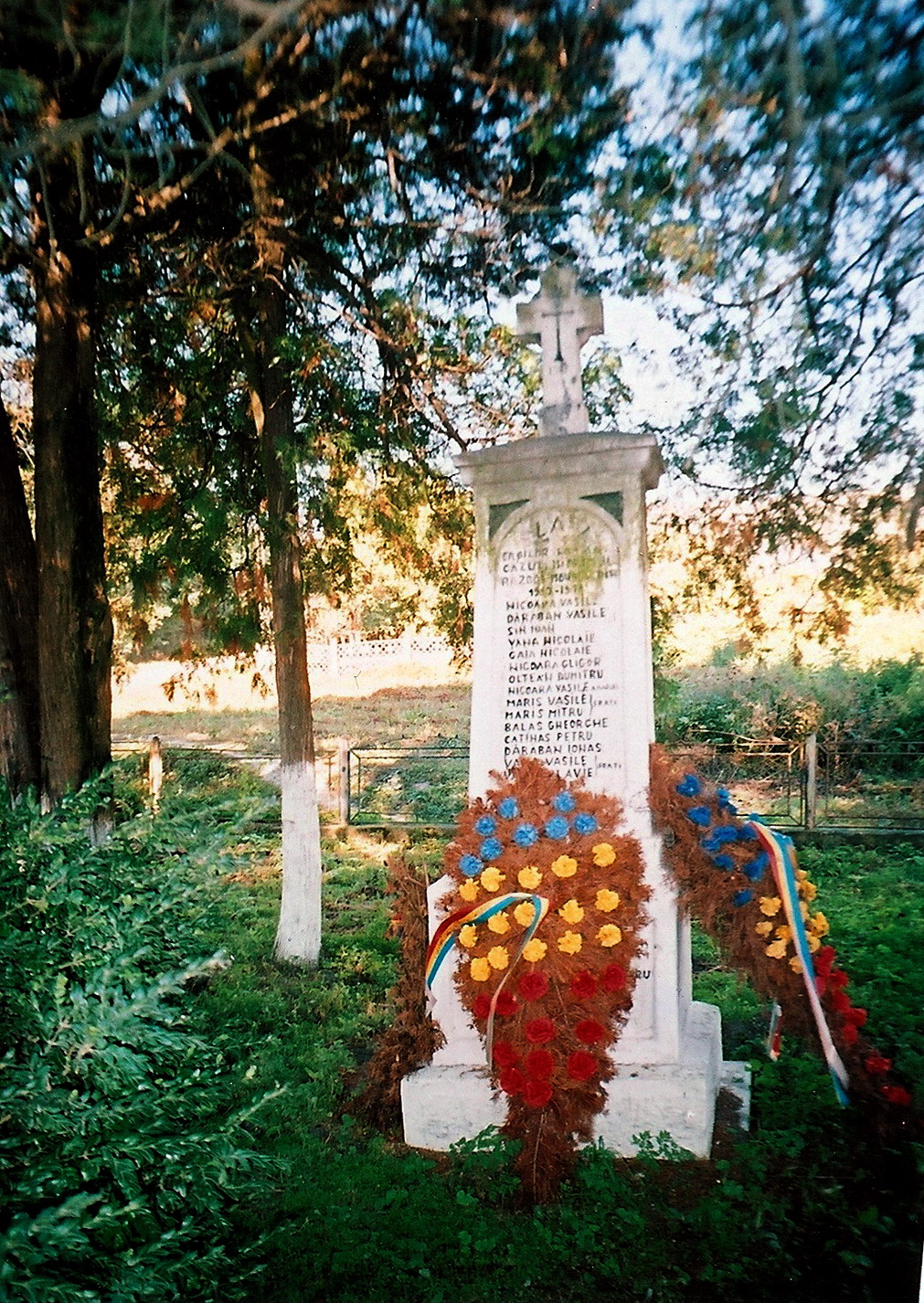
"Monumentul Eroilor" pe fostul amplasament din centrul satului
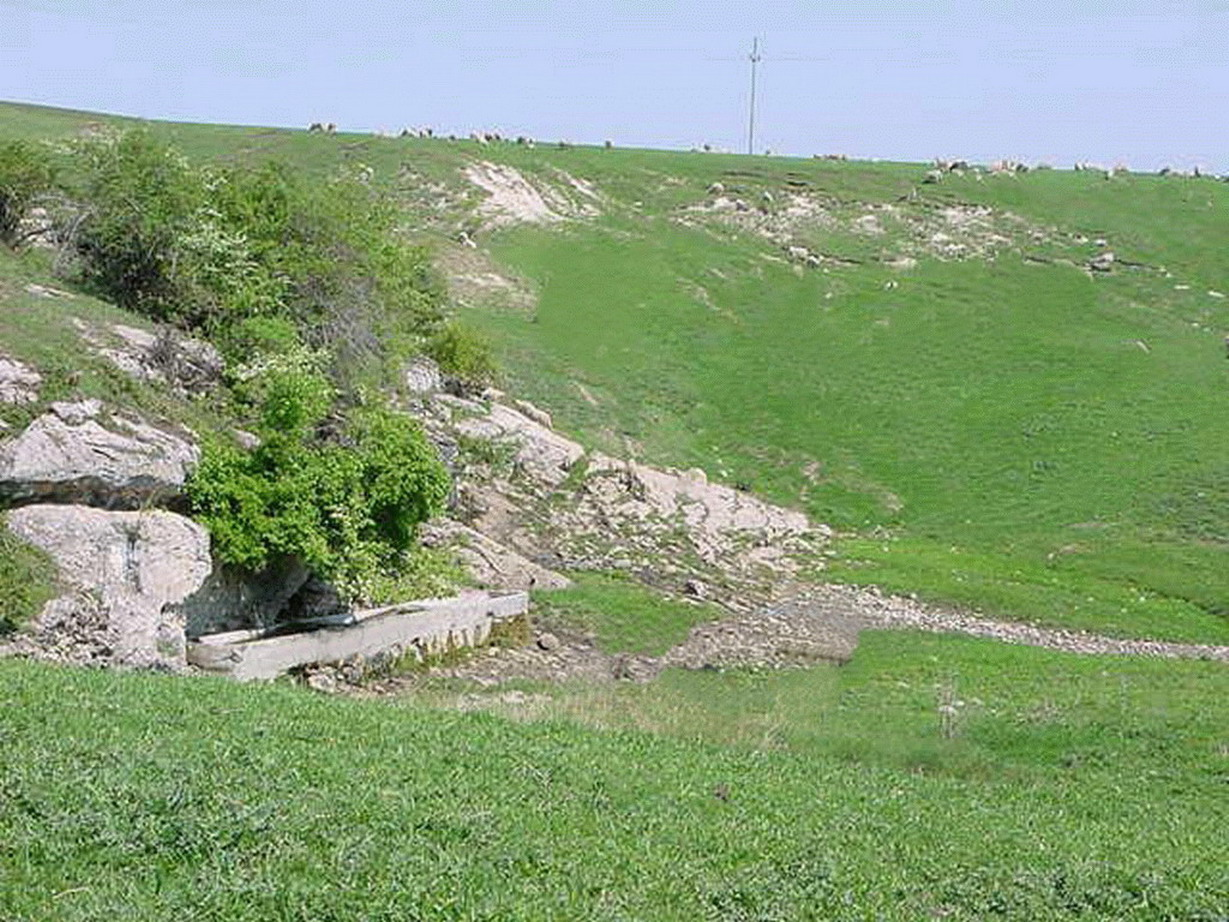
"Izvorul Romanilor"
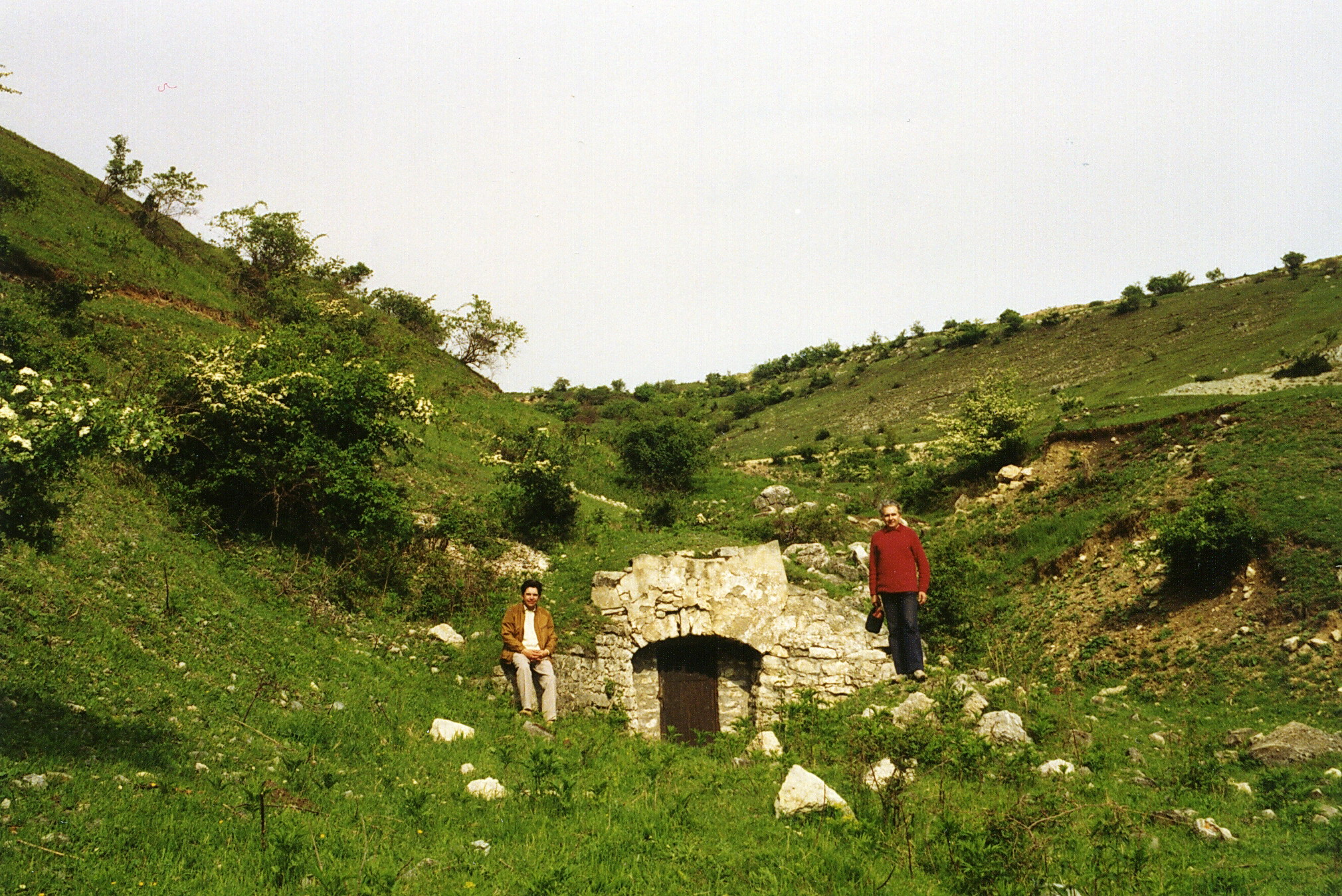
"Izvorul Buna"